# Rabe (Marskrater)
Der Krater Rabe  befindet sich im südlichen Hochland des Mars. Er misst etwa 107 km im Durchmesser und wurde nach Wilhelm F. Rabe benannt.